# East 149th Street
East 149th Street is een station van de metro van New York aan Lijn 6
Het station bevindt zich op de hoek van East 149th Street en Southern Boulevard en naast de Bruckner Expressway, in het stadsdeel The Bronx. Het station is geopend op 7 januari 1919. Het eerstvolgende station in westelijke richting is East 143rd Street-St. Mary's Street, in oostelijke richting is dat Longwood Avenue.
Het station bevindt zich ondergronds. Metrolijn 6 doet het station te allen tijde aan.
Van noord naar zuid:
Pelham Bay Park · 
Buhre Avenue · 
Middletown Road · 
Westchester Square-East Tremont Avenue · 
Zerega Avenue · 
Castle Hill Avenue · 
Parkchester · 
St. Lawrence Avenue · 
Morrison Avenue-Soundview · 
Elder Avenue · 
Whitlock Avenue · 
Hunts Point Avenue · 
Longwood Avenue · 
East 149th Street · 
East 143rd Street-St. Mary's Street · 
Cypress Avenue ·
Brook Avenue · 
Third Avenue-138th Street · 
125th Street · 
116th Street · 
110th Street · 
103rd Street · 
96th Street · 
86th Street · 
77th Street · 
68th Street-Hunter College · 
59th Street · 
51st Street · 
Grand Central-42nd Street · 
33rd Street · 
28th Street · 
23rd Street · 
14th Street-Union Square · 
Astor Place · 
Bleecker Street · 
Spring Street · 
Canal Street · 
Brooklyn Bridge-City Hall